# Little Wolf
Little Wolf (în cheyenne⁠(d): Ó'kôhómôxháahketa, uneori transcris Ohcumgache sau Ohkomhakit; traducere aproximativă: Little Coyote; n. 1820, Black Hills⁠(d), Dakota de Sud, SUA – d. 1904, Montana, SUA) a fost o căpetenie a tribului Só'taeo'o⁠(d) și vraci al triburilor nordice Cheyenne⁠(d). Cunoscut pentru tacticile sale militare, a coordonat o evadare dramatică dintr-o rezervație din Oklahoma⁠(d) și a revenit pe teritoriile patriei sale în 1878.

## Biografie
Născut în Montana de astăzi la mijlocul anilor 1840, Little Wolf a devenit o importantă căpetenie a triburilor nordice Cheyenne, având sub conducerea sa un grup de războinici intitulat „Elk Horn Scrapers⁠(d)” în perioada războaielor din nordul Marilor Câmpii. A luat parte la războiul lui Red Cloud (1866-1868), prin care se urmărea stăpânirea drumului Bozeman⁠(d). În calitate de căpetenie, a semnat Tratatul de la Fort Laramie din 1968.
A fost una dintre căpeteniile alese să facă parte din Consiliul celor 44⁠(d). De asemenea, a fost numit vraci, gazdă a spiritului lui Sweet Medicine, erou cultural⁠(d) și strămoș spiritual al poporului Cheyenne. 
În noiembrie 1876, triburile lui Little Wolf și Dull Knife⁠(d) și-au ridicat tabăra lângă râul Powder⁠(d) din teritoriul Wyoming. În dimineața zilei de 25 noiembrie, unități din regimentele 2, 3 și 5 cavalerie ale armatei americane aflate sub comanda colonelului Ranald S. Mackenzie⁠(d) i-au atacat. Amerindienii au fost învinși, iar Little Wolf și Dull Knife s-au predat. În 1877, Biroul pentru Afaceri Indiene⁠(d) a decis să-i trimită pe Little Wolf, Dull Knife și semenii lor la Agenția Darlington⁠(d) din Teritoriul Indian.